# Pareiorhina
Pareiorhina is een geslacht van straalvinnige vissen uit de familie van de harnasmeervallen (Loricariidae).

## Soorten
- Pareiorhina brachyrhyncha Chamon, Aranda & Buckup, 2005
- Pareiorhina carrancas Bockmann & Ribeiro, 2003
- Pareiorhina cepta Roxo, Silva, Mehanna & Oliveira, 2012
- Pareiorhina hyptiorhachis Silva, Roxo & Oliveira, 2013
- Pareiorhina rudolphi (Miranda Ribeiro, 1911)